# Pacifica (Californië)
Pacifica is een plaats (city) in de Amerikaanse staat Californië, en valt bestuurlijk gezien onder San Mateo County.

## Demografie
Bij de volkstelling in 2000 werd het aantal inwoners vastgesteld op 38.390.
In 2006 is het aantal inwoners door het United States Census Bureau geschat op 37.327, een daling van 1063 (-2.8%).

## Geografie
Volgens het United States Census Bureau beslaat de plaats een oppervlakte van
32,8 km², waarvan 32,7 km² land en 0,1 km² water.

## Plaatsen in de nabije omgeving
De onderstaande figuur toont nabijgelegen plaatsen in een straal van 8 km rond Pacifica.